# Hydrocyphon hydrocyphonoides
Hydrocyphon hydrocyphonoides là một loài bọ cánh cứng trong họ Scirtidae. Loài này được Tournier miêu tả khoa học năm 1868.